# Villademor de la Vega
Villademor de la Vega település Spanyolországban, León tartományban. Lakosainak száma 291 fő (2024).

## Földrajza
Villademor de la Vega San Millán de los Caballeros, Valencia de Don Juan, Toral de los Guzmanes és Laguna de Negrillos községekkel határos.

## Népesség
A település lakosságának változását az alábbi diagram mutatja:
| Lakosok száma | 450  | 451  | 395  | 397  | 395  | 370  | 337  | 327  | 290  | 291  |
|               | 2001 | 2004 | 2007 | 2009 | 2012 | 2014 | 2017 | 2019 | 2022 | 2024 |